# Финслерова геометрия
Фи́нслерова геометрия — одно из обобщений римановой геометрии.
В финслеровой геометрии рассматриваются многообразия с финслеровой метрикой; то есть выбором нормы на каждом касательном пространстве, которая гладко меняется от точки к точке.

## Основные понятия
Пусть {\displaystyle M} — {\displaystyle n}-мерное связное гладкое многообразие и {\displaystyle \mathrm {T} M} — касательное расслоение {\displaystyle M}.
Финслеровой метрикой на {\displaystyle M} называется непрерывная функция {\displaystyle F\colon \mathrm {T} M\rightarrow [0,\infty ),} такая, что на её сужение на любое касательное пространство {\displaystyle \mathrm {T} _{p}M} является нормой.
При этом обычно предполагаются следующие дополнителные свойства:
1. (Гладкость) {\displaystyle F} является {\displaystyle C^{\infty }}-гладкой функцией на {\displaystyle (\mathrm {T} M\setminus \{0\})};
2. (Сильная выпуклость) Для любой пары {\displaystyle (x,y)\in \mathrm {T} M} билинейная форма

{\displaystyle \mathbf {g} _{y}\colon \mathrm {T} _{x}M\times \mathrm {T} _{x}M\rightarrow \mathbb {R} ,}
{\displaystyle \mathbf {g} _{y}(u,v)={\frac {1}{2}}{\frac {\partial ^{2}}{\partial t\,\partial s}}\lbrack F^{2}(x,y+su+tv)\rbrack {\Bigl |}_{s=t=0}}
положительно определена.

### Замечания
Если положить 
{\displaystyle g_{ij}(x,y)={\frac {1}{2}}{\frac {\partial ^{2}}{\partial y^{i}\partial y^{j}}}[F^{2}(x,y)]},
то форму {\displaystyle \mathbf {g} _{y}(u,v)} можно переписать в виде
{\displaystyle \mathbf {g} _{y}(u,v)=g_{ij}(x,y)u^{i}v^{j}}
Для любого ненулевого векторного поля {\displaystyle Y}, определённого на {\displaystyle U\subset M}, {\displaystyle \mathbf {g} _{Y}(u,v)} есть риманова метрика на {\displaystyle U}.
Для гладкой кривой {\displaystyle c:[a,b]\rightarrow M} на многообразии {\displaystyle M} с финслеровой метрикой {\displaystyle F} длина определяется интегралом {\displaystyle L_{F}(c)=\int _{a}^{b}F(c(t),{\dot {c}}(t))dt}.
Оператор ковариантного дифференцирования Черна (или Рунда)
{\displaystyle \nabla :\mathrm {T} _{x}M\times \Gamma ^{\infty }(\mathrm {T} M)\rightarrow \mathrm {T} _{x}M}
определяется как
{\displaystyle \nabla _{y}U:=\{dU^{i}(y)+U^{j}N_{j}^{i}(x,y)\}{\frac {\partial }{\partial x^{i}}}|_{x},}
где {\displaystyle y\in \mathrm {T} _{x}M}, {\displaystyle U\in \Gamma ^{\infty }(\mathrm {T} M)} и
{\displaystyle N_{j}^{i}(x,y)={\frac {\partial }{\partial y^{j}}}\left[{\frac {1}{4}}g^{il}(x,y)\left\{2{\frac {\partial g_{ml}}{\partial x^{k}}}(x,y)-{\frac {\partial g_{mk}}{\partial x^{l}}}(x,y)\right\}y^{m}y^{k}\right].}
Введённая таким образом связность на многообразии не является, вообще говоря, аффинной связностью.
Связность будет аффинной в том и только в том случае, когда финслерова метрика будет метрикой Бервальда[уточнить].
По определению это значит, что уравнения геодезических имеют такой же вид, как и в римановой геометрии, или геодезические коэффициенты
{\displaystyle G^{i}(x,y)={\frac {1}{4}}g^{il}(x,y)\left\{2{\frac {\partial g_{jl}}{\partial x^{k}}}(x,y)-{\frac {\partial g_{jk}}{\partial x^{l}}}(x,y)\right\}y^{j}y^{k}} представимы в виде
{\displaystyle G^{i}(x,y)=\Gamma _{jk}^{i}(x)y^{j}y^{k}.}
Для вектора {\displaystyle y\in \mathrm {T} _{x}M\backslash \{0\}} рассмотрим функции {\displaystyle R_{k}^{i}(y)=2{\frac {\partial G^{i}}{\partial x^{k}}}-{\frac {\partial ^{2}G^{i}}{\partial x^{j}\partial y^{k}}}y^{j}+2G^{j}{\frac {\partial ^{2}G^{i}}{\partial y^{j}\partial y^{k}}}-{\frac {\partial G^{i}}{\partial y^{j}}}{\frac {\partial G^{j}}{\partial y^{k}}}}.
Тогда семейство преобразований
{\displaystyle \mathbf {R} =\left\{\mathbf {R} _{y}=R_{k}^{i}(y){\frac {\partial }{\partial x^{i}}}\otimes dx^{k}|_{x}:\mathrm {T} _{x}M\rightarrow \mathrm {T} _{x}M,y\in \mathrm {T} _{x}M\backslash \{0\},x\in M\right\}} называется римановой кривизной.
Пусть {\displaystyle P\subset \mathrm {T} _{x}M} касательная 2-мерная плоскость.
Для вектора {\displaystyle y\in P\backslash \{0\}}, определим
{\displaystyle K(P,y)={\frac {\mathbf {g} _{y}(\mathbf {R} _{y}(u),u)}{\mathbf {g} _{y}(y,y)\mathbf {g} _{y}(u,u)-\mathbf {g} _{y}(y,u)^{2}}},}
где {\displaystyle u\in P} такой вектор, что {\displaystyle P=\mathrm {span} \{y,u\}}. {\displaystyle K(P,y)}
не зависит от выбора {\displaystyle u\in P}.
Число {\displaystyle K(P,y)} называется флаговой кривизной флага {\displaystyle (P,y)} в {\displaystyle \mathrm {T} _{x}M}.

## История
Идею финслерова пространства можно увидеть уже в лекции Римана «О гипотезах, лежащих в основаниях геометрии» (1854).
Наряду с метрикой, задаваемой положительным квадратным корнем из положительно определенной квадратичной дифференциальной формы (римановой метрикой), Риман рассматривает также метрику, задаваемую положительным корнем четвёртой степени из дифференциальной формы четвёртого порядка.
Финслерова метрика является следующим естественным обобщением.
Систематическое изучение многообразий с такой метрикой началось с диссертации Пауля Финслера, опубликованной в 1918 году, поэтому название таких метрических пространств связывают с его именем.
Фактором, положившим начало исследовательской деятельности в этом направлении считается введение Каратеодори новых геометрических методов в вариационное исчисление для изучения задач в параметрической форме.
Ядром этих методов является понятие индикатрисы, причём свойство выпуклости индикатрисы играет в этих методах важную роль, поскольку оно обеспечивает выполнение необходимых условий минимума в вариационной задаче для стационарных кривых.
Несколькими годами позже в общем развитии финслеровой геометрии происходит поворот от первоначальной точки зрения Финслера к новым теоретическим методам.
Финслер, руководствуясь в основном понятиями вариационного исчисления, не использовал методов тензорного анализа.
В 1925 году тензорный анализ был применен к теории почти одновременно Сингом, Тейлором (англ. J.H. Taylor) и Бервальдом (нем. L. Berwald).
В 1927 году Бервальд предложил обобщение, в котором не выполняется условие положительной определённости метрики, известное позднее как пространство Бервальда — Моора.
Следующий поворот в развитии теории произошёл в 1934 году, когда Картан опубликовал трактат о финслеровых пространствах.
Картановский подход преобладал практически во всех последующих исследованиях геометрии финслеровых пространств, и несколько математиков выразили мнение, что в результате теория достигла своей окончательной формы. Метод Картана вёл к развитию финслеровой геометрии путём прямого развития методов римановой геометрии.
Критику методов Картана независимо друг от друга высказали несколько геометров, в частности, Вагнер, Буземан и Рунд.
Ими было подчёркнуто, что естественной локальной метрикой финслерова пространства является метрика Минковского, тогда как произвольное наложение евклидовой метрики ведёт к утере наиболее интересных характеристик финслеровых пространств.
По этим причинам в начале 1950-х годов были выдвинуты дальнейшие теории, в результате этого возникли заметные трудности, Буземан отмечал по этому поводу: «Финслерова геометрия со стороны представляет собой лес, в котором вся растительность состоит из тензоров».